# Episodi di Lassie (serie televisiva 1954) (diciassettesima stagione)
Gli episodi della diciassettesima stagione di Lassie sono stati trasmessi per la prima volta negli USA tra il 20 settembre 1970 e il 21 marzo 1971. La stagione è chiamata anche "The Lassie alone year" in quanto Lassie non ha nessun padrone.
| n° | Titolo originale             | Titolo italiano            | Prima TV USA      | Prima TV Italia |
| -- | ---------------------------- | -------------------------- | ----------------- | --------------- |
| 1  | Lassie's Interlude           |                            | 20 settembre 1970 |                 |
| 2  | The Birth                    |                            | 27 settembre 1970 |                 |
| 3  | The Survival                 |                            | 4 ottobre 1970    |                 |
| 4  | The Miracle                  |                            | 11 ottobre 1970   |                 |
| 5  | The Innocents                |                            | 11 ottobre 1970   |                 |
| 6  | The Offering                 |                            | 25 ottobre 1970   |                 |
| 7  | Nature's Child               |                            | 1º novembre 1970  |                 |
| 8  | Flock of Love                |                            | 8 novembre 1970   |                 |
| 9  | Aftermath                    | Dopo le fiamme             | 15 novembre 1970  |                 |
| 10 | Here Comes Glory! (1)        |                            | 22 novembre 1970  |                 |
| 11 | Here Comes Glory! (2)        |                            | 29 novembre 1970  |                 |
| 12 | A Year of Sundays            | Un anno tutto di domeniche | 6 dicembre 1970   |                 |
| 13 | Any Heart in a Storm         |                            | 13 dicembre 1970  |                 |
| 14 | Gentle Dawn                  |                            | 10 gennaio 1971   |                 |
| 15 | Lassie's Busy Day            | Una Giornata Faticosa      | 17 gennaio 1971   |                 |
| 16 | The River                    | Le rapide                  | 24 gennaio 1971   |                 |
| 17 | Other Pastures, Other Fences |                            | 31 gennaio 1971   |                 |
| 18 | The Awakening                |                            | 7 febbraio 1971   |                 |
| 19 | Troubled Waters              | Un nuovo amico             | 21 febbraio 1971  |                 |
| 20 | For the Love of Lassie (1)   |                            | 28 febbraio 1971  |                 |
| 21 | For the Love of Lassie (2)   |                            | 7 marzo 1971      |                 |
| 22 | Sneakers                     |                            | 21 marzo 1971     |                 |

## Dopo le fiamme
- Titolo originale: Aftermath

### Trama
Una sigaretta lanciata da un'auto provoca un incendio. Dopo che i pompieri hanno spento le fiamme, Lassie aiuta gli animali della foresta (uno scoiattolo, un coniglio e un uccellino) a trovare nuovi rifugi al di fuori della zona bruciata, inoltre unisce un capretto (che ha perso la madre nell'incendio) ad un gruppo di cervi. 

## Un anno tutto di domeniche
- Titolo originale: A Year of Sundays

### Trama
Lasciato il servizio militare, un giovane cerca di sopravvivere senza lavorare; mentre salta giù da un treno su cui era salito da clandestino, batte la testa e rimane svenuto. Lassie ferma un camionista che fa salire sia il ragazzo che la cagna; i tre finiscono però in pericolo quando i freni del camion si rompono su una strada di montagna. Scortato da un vigile, il camionista riesce a raggiungere uno spiazzo e dichiara che si prenderà un periodo di riposo, seguendo l'esempio del giovane.

## Le rapide
- Titolo originale: The River

### Trama
All'insaputa dei genitori, due ragazzini in campeggio decidono di affrontare le rapide su una canoa, ma la corrente è troppo forte e perdono il controllo dell'imbarcazione. Lassie cerca di trascinare la canoa a riva, ma i ragazzini cadono ugualmente in acqua e si feriscono contro le rocce. Nel frattempo i genitori li stanno cercando e Lassie guida i soccorsi sul posto.